# The Black Hand
The Black Hand je americký němý film z roku 1906. Režisérem je Wallace McCutcheon (1858–1918). Film trvá zhruba 11 minut.

## Děj
V New Yorku dva italsko-američtí zločinci vydírají řezníka a požadují výkupné 1000 dolarů, jinak unesou jeho dceru a vyhodí do povětří jeho obchod. Protože si řezník nemůže takovou částku dovolit, gang mu unese jeho dceru. Řezník zavolá policii, která nakonec vyděrače zatkne a holčičku zachrání.